# Barruecopardo
Barruecopardo – gmina w Hiszpanii, w prowincji Salamanka, w Kastylii i León, o powierzchni 37,85 km². W 2011 roku gmina liczyła 518 mieszkańców.